# Telma Hopkins

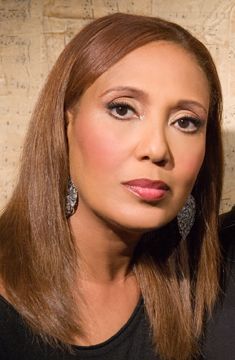
Telma Hopkins (2008)

Telma Louise Hopkins (* 28. Oktober 1948 in Louisville, Kentucky) ist eine US-amerikanische Sängerin und Schauspielerin.

## Leben
Telma Hopkins hat drei Schwestern und wuchs in Detroit, Michigan bei ihrer Großmutter auf. Als Jugendliche hat sie im Kirchenchor gesungen, bevor sie ihr Hobby zum Beruf machte. Sie war als Backgroundsängerin tätig. Ihre Karriere begann Mitte der 1970er Jahre, als eine Hälfte des Sängerinnen-Duos Dawn, der Gruppe „Tony Orlando and Dawn“.
Ende der 1970er Jahre begann ihre Karriere als Schauspielerin. Zuerst spielte sie in einigen Fernsehfilmen und Serien mit. 1985 übernahm sie eine Rolle in dem Kinofilm Trancers. In den ersten beiden Fortsetzungen von 1990 bzw. 1994 war sie erneut in ihrer Rolle zu sehen.
Bekannt wurde sie dem deutschsprachigen Publikum mit der Fernsehserie Alle unter einem Dach, die ab 1995 auf Pro7 ausgestrahlt wurde. Vier Jahre lang spielte sie eine der Hauptrollen, später kehrte sie noch für Gastauftritte zurück. Von 2002 bis 2006 spielte sie Phyllis Thorne in der US-Fernsehserie Half & Half.
Telma Hopkins war einmal verheiratet und hat einen erwachsenen Sohn.

## Filmografie
- 1979: Roots – Die nächsten Generationen (Roots: The Next Generations, Miniserie, Folge 1)
- 1979: Marie (Fernsehfilm)
- 1979: A New Kind of Family (Fernsehserie, 3 Folgen)
- 1979–1985: Love Boat (The Love Boat, Fernsehserie, 4 Folgen)
- 1980–1982: Bosom Buddies (Fernsehserie, 37 Folgen)
- 1982: The Kid with the Broken Halo (Fernsehfilm)
- 1982–1983: The New Odd Couple (Fernsehserie, Folgen 1x03, 1x14)
- 1983–1987: Gimme a Break! (Fernsehserie, 68 Folgen)
- 1984: Fantasy Island (Fernsehserie, Folge 7x21)
- 1985: Trancers
- 1988: Disney-Land (Fernsehserie, Folge 32x13)
- 1988: Amen (Fernsehserie, Folge 2x19)
- 1989: It’s Garry Shandling’s Show. (Fernsehserie, Folge 3x10)
- 1989–1997: Alle unter einem Dach (Family Matters, Fernsehserie, 93 Folgen)
- 1990: ABC TGIF (Fernsehserie)
- 1990: Crisis
- 1990: How to Murder a Millionaire (Fernsehfilm)
- 1991: Trancers II
- 1992: Trancers 2010
- 1993–1994: Getting By (Fernsehserie, 31 Folgen)
- 1994: Count on Me (Fernsehfilm)
- 1995: Women of the House (Fernsehserie, Folge 1x10)
- 1996: New Spiderman (Fernsehserie, Folge 3x05, Stimme)
- 1997: Die Nanny (The Nanny, Fernsehserie, Folge 4x19)
- 1998: Emergency Room – Die Notaufnahme (ER, Fernsehserie, Folge 4x11)
- 1999: The Wood
- 1999: Batman of the Future (Fernsehserie, Folge 2x08, Stimme)
- 1999–2001: Allein unter Nachbarn (The Hughleys, Fernsehserie, 5 Folgen)
- 2000: Histeria! (Fernsehserie, Folge 2x02)
- 2000: G vs E (Fernsehserie, Folge 2x10)
- 2000: Static Shock (Fernsehserie, Folge 1x03, Stimme)
- 2000: Susan (Suddenly Susan, Fernsehserie, Folge 4x20)
- 2000–2001: Alabama Dreams (Fernsehserie, 4 Folgen)
- 2001: Einmal Himmel und zurück (Down to Earth)
- 2001: For Your Love (Fernsehserie, Folge 4x11)
- 2001: Rain (Kurzfilm)
- 2002–2006: Half & Half (Fernsehserie, 91 Folgen)
- 2008: Psych (Fernsehserie, Folge 2x11)
- 2008: Der Love Guru (The Love Guru)
- 2010: The Clean Up Woman
- 2010–2012: Are We There Yet? (Fernsehserie, 29 Folgen)
- 2012: JD Lawrence’s the Clean Up Woman (Fernsehfilm)
- 2012–2014: S3 – Stark, schnell, schlau (Lab Rats, Fernsehserie, 3 Folgen)
- 2013: LA Live the Show (Fernsehserie, 1 Folge)
- 2013: Trancers: City of Lost Angels (Kurzfilm)
- 2013: Getting On – Fiese alte Knochen (Getting On, Fernsehserie, Folge 1x01)
- 2014: Partners (Fernsehserie, 10 Folgen)
- 2015: K.C. Undercover (Fernsehserie, Folge 1x19)
- 2015: Welcome to the Family (Fernsehfilm)
- 2019–2022: Dead to Me (Fernsehserie, 6 Folgen)
- 2021: Matrix Resurrections (The Matrix Resurrections)